# Babski Borek
Babski Borek – osada leśna w Polsce położona w województwie mazowieckim, w powiecie żyrardowskim, w gminie Wiskitki.
W latach 1975–1998 miejscowość administracyjnie należała do województwa skierniewickiego.